# Finansportalen
Finansportalen är en svensk webbplats på Internet om privatekonomi som 2013 hade  40–50 000 unika besökare i veckan. Sajten grundades 2001 och ägs av Finansportalen AB.
Webbplatsen var åren runt 2010 en av Sveriges tio största ekonomisajter enligt KIA-index och har omnämnts i flera olika medier